# 金華國中籃球隊
金華國中籃球隊是由臺北市立金華國民中學學生所組成的籃球隊，組成球員多為該校體育班學生。該球隊是國中籃球聯賽甲組中戰績最輝煌球隊之一，曾獲得八次冠軍。

## 隊史與歷年成績
創立時間:待考 

為國中籃球聯賽創立迄今唯一一支達到二連霸的隊伍(100及101學年度、110及111學年度)
( 若回溯至78學年起算，高雄梓官曾在83至85學年、87至89學年，兩度寫下三連霸。北市大安曾在78、79學年二連霸 )
| 年份      | 名次     |
| --------- | -------- |
| 89學年度  | 第5名    |
| 90學年度  | 亞軍     |
| 91學年度  | 殿軍     |
| 92學年度  | 第6名    |
| 93學年度  | 冠軍     |
| 94學年度  | 第4名    |
| 95學年度  | 亞軍     |
| 96學年度  | 第7名    |
| 97學年度  | 未進複賽 |
| 98學年度  | 第7名    |
| 99學年度  | 未進複賽 |
| 100學年度 | 冠軍     |
| 101學年度 | 冠軍     |
| 102學年度 | 亞軍     |
| 103學年度 | 冠軍     |
| 104學年度 | 第3名    |
| 105學年度 | 第5名    |
| 106學年度 | 冠軍     |
| 107學年度 | 第4名    |
| 108學年度 | 第3名    |
| 109學年度 | 未進八強 |
| 110學年度 | 冠軍     |
| 111學年度 | 冠軍     |
| 112學年度 | 亞軍     |
| 113學年度 | 冠軍     |